# Clondrohid
Clondrohid (en irlandès Cluain Droichead) és un llogaret d'Irlanda, al comtat de Cork, a la província de Munster. Es troba a 6 kilòmetres al nord de Macroom. La població que viu a la parròquia s'estima en 900 persones. El nom del poble significa 'el prat dels ponts'. El nom prové del molí de palla bufant a través del pont sobre el prat.
Les instal·lacions locals inclouen l'Escola Nacional Clondrohid, el saló comunitari i una sèrie de botigues, bars i serveis. Un centre de cura infantil està al costat del local de la GAA. El poble és la llar del Club Clondrohid GAA. Participa en la lliga de hurling i futbol gaèlic en la divisió Muskerry.
L'àrea també té un castell en una de les townlands, Carraigaphooca. Actualment es troba en un estat d'abandó, però alguns vilatans locals esperen que es reformi i torni a la seva glòria anterior.
Gran part de la zona oest del llogaret forma part de la Gaeltacht. Molts dels alumnes de l'escola nacional han d'anar a l'escola secundària de Baile Bhuirne per continuar la seva educació en irlandès. Els altres van als col·legis de La Salle, St Marys i McEgan a Macroom.